# Hrabia de Grey
Markizowie Grey 1. kreacji (parostwo Wielkiej Brytanii)
- 1740–1740: Henry Grey, 1. książę Kentu i 1. markiz Grey
- 1740–1797: Jemima Yorke, 2. markiza Grey

Hrabiowie de Grey 1. kreacji (parostwo Zjednoczonego Królestwa)
- 1816–1833: Amabel Hume-Campbell, 1. hrabina de Grey
- 1833–1859: Thomas Philip de Grey, 2. hrabia de Grey
- 1859–1909: George Frederick Samuel Robinson, 1. markiz Ripon i 3. hrabia de Grey
- 1909–1923: Frederick Oliver Robinson, 2. markiz Ripon i 4. hrabia de Grey